# 動畫歌曲
動畫歌曲是動畫作品的主題曲、片尾曲、插入曲、角色歌曲的總稱。整個字詞的概念因人而異，並沒有明確界定。日語原文是由「動畫」（anime）及「歌」（song）所組成的和製英語。亦會略稱為（anison）。特攝作品的歌曲跟動畫歌曲的共通點多，亦以『動畫、特攝歌曲』總稱之。而近年特攝減少，亦把特攝歌曲都總稱動畫歌曲。
日本動畫歌曲在動畫產業影響下開始受矚目。其中以此為發展中心的Lantis在2009年至2013年期間收入每年增長逾一成，並為旗下超過100個聲優和團體組合舉行超過250場活動和演唱會，活動範圍由日本國內擴展至亞洲、歐洲、美國和南美洲等地。日本國內也會每年舉行各種動畫音樂會，其中規模最大的「Animelo Summer Live」2015年入場人次高達八萬一千人。動畫歌曲長期在日本全國性的Oricon公信榜長期榜上有名，著名聲優如水樹奈奈和宮野真守等的個人動畫音樂作品都曾獲得排行榜冠軍，而2009年電視動畫的兩首主題曲更曾獨佔公信榜冠亞軍。
2014年，著名音樂節目《MUSIC STATION》公佈的「十大最受歡迎歌曲」中除了四首男女偶像組合的歌曲外，其餘六首全為來自《LoveLive!》《歌之王子殿下》《偶像大師》等動畫作品的歌曲。

## 分類
在日本，演唱動畫歌曲的歌手主要有3類：
- 流行音樂歌手
- 專門演唱動畫歌曲的歌手
- 動畫作品配音的聲優。[10]

而動畫歌曲主要有以下四類：
- 片頭曲（OP）
- 片尾曲（ED）
- 插入曲（IN）
- 角色曲

## 動畫歌曲排行

### 歷代日本最高銷量動畫歌曲排行
Oricon公信榜設立以後歷代動畫歌曲的銷量排行。
| 排行 | 演唱者        | 歌曲                           | 使用動畫          | 總銷量  | 發行年份 |
| ---- | ------------- | ------------------------------ | ----------------- | ------- | -------- |
| 1    | 篠原涼子      | 愛戀 心痛 堅強                 | 街頭霸王II 電影版 | 202.1萬 | 1994年   |
| 2    | B.B.QUEENS    | 大家來跳舞                     | 櫻桃小丸子        | 164.4萬 | 1990年   |
| 3    | 大黑摩季      | 我只凝望你                     | 灌籃高手          | 123.6萬 | 1993年   |
| 4    | B'z           | 看不見的力量 ～INVISIBLE ONE～ | 靈異教師神眉      | 123.6萬 | 1996年   |
| 5    | WANDS         | 直到世界的盡頭                 | 灌籃高手          | 122.1萬 | 1994年   |
| 6    | 射亂Q         | 單人床                         | DNA²              | 120.2萬 | 1994年   |
| 7    | 松本梨香      | 目標是神奇寶貝大師             | 神奇寶貝          | 112.8萬 | 1997年   |
| 8    | 松田聖子      | 奔向明天                       | 怪盜St. Tail      | 110.1萬 | 1996年   |
| 9    | 田村直美      | 無法割捨的祈願                 | 魔法騎士          | 109.2萬 | 1994年   |
| 10   | JUDY AND MARY | 雀斑                           | 神劍闖江湖        | 105.8萬 | 1996年   |
| 11   | ZARD          | MY FRIEND                      | 灌籃高手          | 100.1萬 | 1996年   |

## 相關項目
- MUSIC JAPAN 新世紀アニソンSP
- オープニングアニメーション
- エンディングアニメーション
- オトナアニメ：別冊の年鑑本にアニソンの特集ページがある。
- リスアニ! - アニソンを主題にした音楽雑誌。